# 김탈지
김탈지(金脫知, ? - ?)는 가야국 금관가야의 왕자이자 왕족이다. 겸지왕의 둘째 아들이며, 구형왕의 동생이다. 마지막 왕인 구해왕(仇亥王)이라고도 한다.

## 생애
겸지왕(鉗知王) 혹은 김겸왕(金鉗王)의 둘째 아들로, 관직에 올랐다. 최종 벼슬은 이질금(爾叱今) 가락국의 양국(讓國)에 끝까지 반대하였으며, 532년 항복 뒤에 신라 금성에 가지 않고 김해에 남았다.

## 가계
- 부왕 : 겸지왕(鉗知王, ? ~521 재위:491~521)
- 모후 : 숙부인(淑夫人)
  - 형 : 구형왕(仇衡王, 488 ~ 557 재위: 521~532)
  - 형수 : 계화부인(桂花夫人)

## 같이 보기
- 구형왕
- 노리부
- 김무력